# Бакотич, Вера
Вероника Вера Бакотич-Миюшкович (19 марта 1912, Шибеник, Королевство Далмация, Австро-Венгрия — 9 июля 2005, Белград, Сербия и Черногория) — югославская партизанка, лингвист, переводчик с итальянского и французского на сербско-хорватский язык и первая жена Константинa Кочи Поповичa.

## Биография

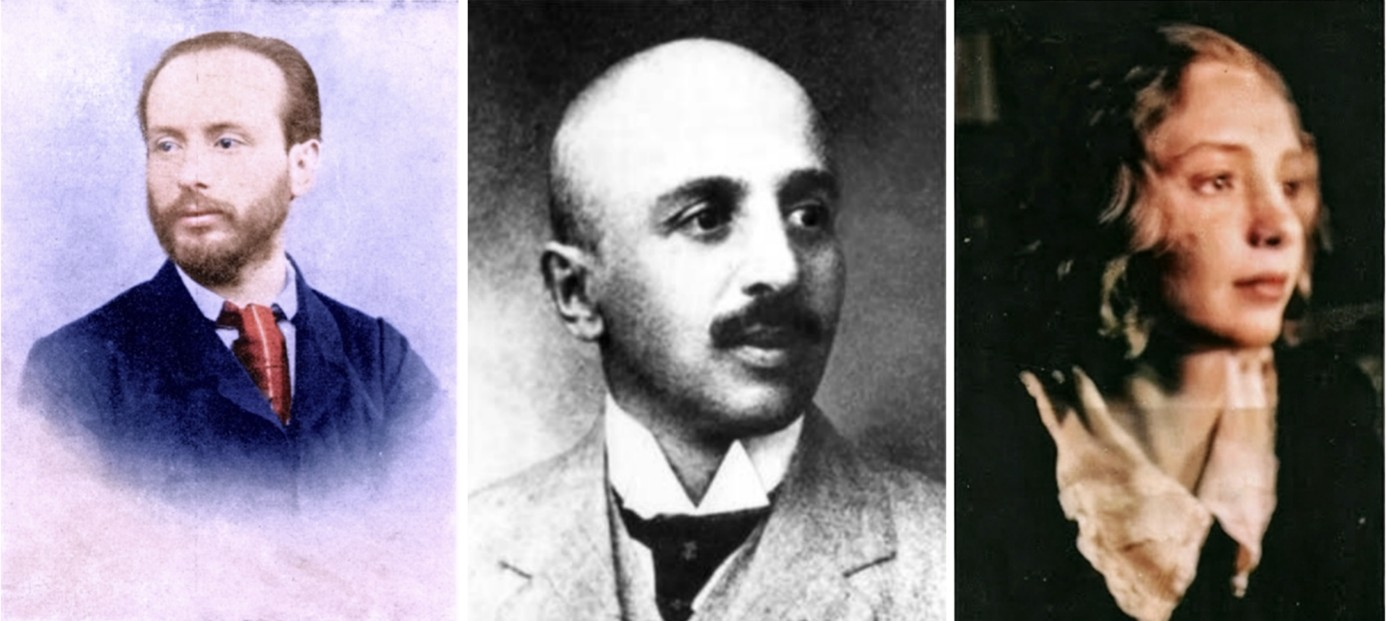
Три поколения Кастелянов-Белградских Бакотичей: дед Игнатия; сын Луйо (Алойзие); внучка Вероника Вера Бакотич Миюшкович

Вера родилась в Шибенике (Хорватия) в сербско-католической семье из Каштел-Гомилицы. Вера получила образование: её дед и отец были юристами, получившими докторские степени в Вене и Граце. Её отец, Луйо Бакотич, служил дипломатом Королевства Сербия. После смерти матери, когда Вере было два года, её и сестёр воспитывала бабушка, итальянская маркиза Адель Гравизи ди Пьетра Пероза Бакотич, в Сплите, а затем отправили в швейцарскую школу-интернат.
Вера училась в начальной и средней школе в Риме, где её отец работал послом в Ватикане, а затем на философском факультете в Белграде, который окончила в 1938 году, получив диплом по романистике. Во время учебы в университете она принимала активное участие в прогрессивном студенческом движении, занимая пост президента Ассоциации студентов французского языка и литературы и сотрудничая с такими изданиями, как *Žena danas* и *Naša stvarnost*.

## Вторая мировая война
Во время Второй мировой войны Вера скрывалась в Белграде как нелегалка. В начале 1942 года её арестовала Специальная полиция в качестве заложницы, но из тюрьмы её освободил известный белградский промышленник. Только весной 1944 года ей удалось присоединиться к партизанскому движению и вступить в ряды партизан. Её сразу же назначили заведующей отделом пропаганды и печати Второго пролетарского отряда и включили в партийную работу. После демобилизации, в 1946 году, она была направлена на работу в Танюг, а затем в Центральный комитет Антифашистского женского фронта Югославии, в отдел внешних сношений.

## Профессиональная жизнь
По собственному желанию в сентябре 1948 года она перешла на философский (ныне филологический) факультет Белградского университета, где первые два года преподавала теорию литературы на кафедре сербско-хорватского языка и литературы. С 1950 года она работала на кафедре итальянских исследований, сначала преподавателем, а затем, до выхода на пенсию, старшим научным сотрудником.
С заметным успехом она перевела с итальянского и французского языков ряд произведений художественной литературы, эссе, философии и драмы (Леонардо да Винчи, Джордано Бруно, Джироламо Савонарола, Альберто Фортис, Никколо Макиавелли, Анджело Беолько Руканте, Карло Гольдони, Луиджи Пиранделло, Франческо де Санктис, Эдмондо де Амичис, Лионело Вентури, Альберто Моравия, Стендаль, Бальзак, Анри Лефевр, Жиро и др.). Она является автором множества предисловий, рецензий, статей и эссе в области итальянской литературы и культуры. Она также занималась театральной критикой.
Вера Бакотич-Миюшкович была выдающимся переводчиком, чья работа была сосредоточена на литературных текстах, используя свой опыт в романских языках и литературе, полученный ею на философском факультете Белградского университета. Среди её выдающихся переводов – «Пиноккио» Карло Коллоди, познакомивший югославских читателей с итальянской классикой, и «О любви» Стендаля, продемонстрировавший её мастерство в работе со сложными философскими и литературными произведениями. Её переводы отличались глубоким пониманием культурных и языковых нюансов исходных текстов, что способствовало доступности иностранной литературы в Югославии. Её мастерство было признано зарубежными лингвистами, и она стала лауреатом Литературного конкурса для иностранных итальянистов в Перудже в 1956 году.

## Личная жизнь

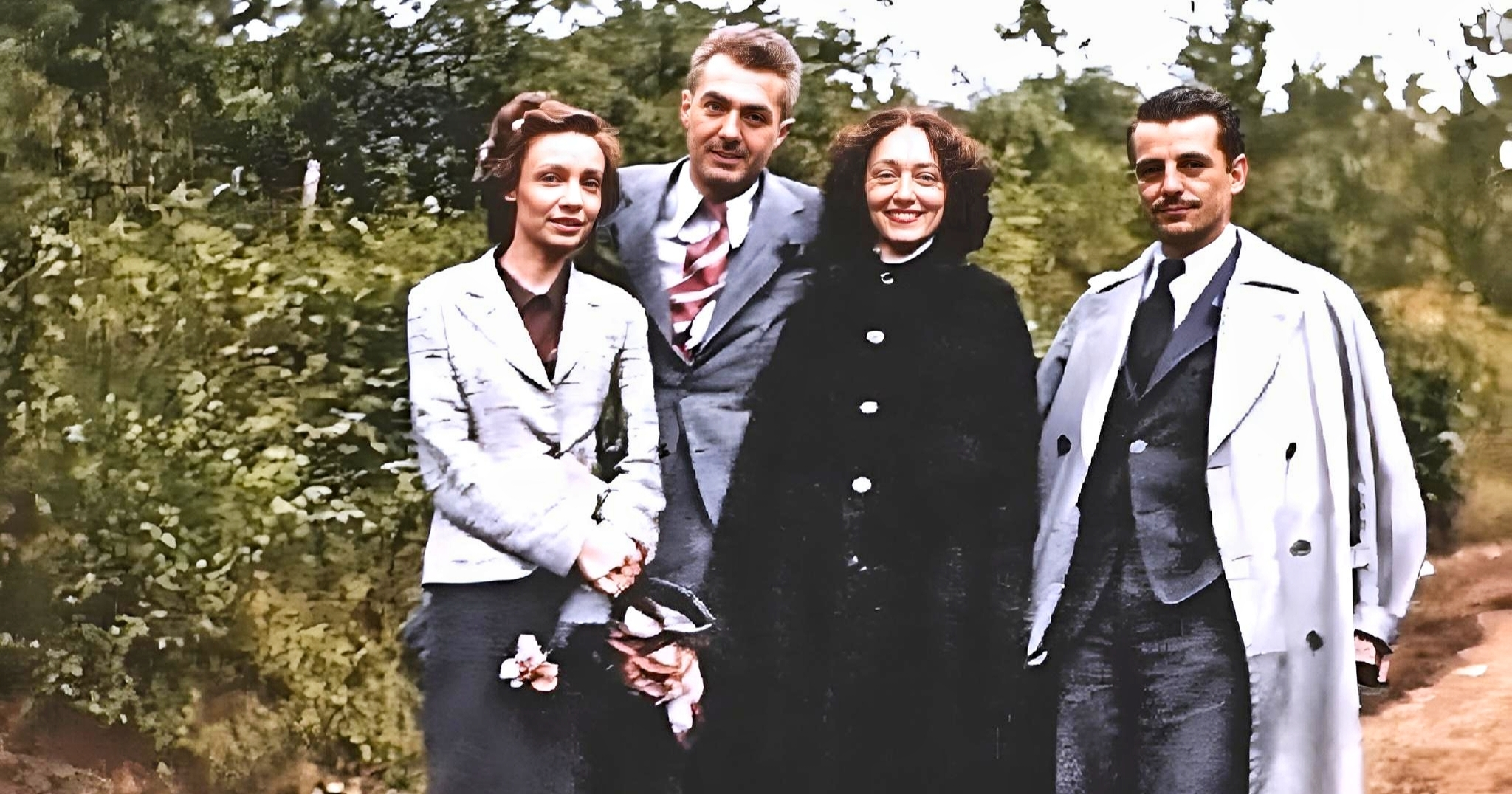
Слева направо: Вера Бакотич, Поль Элюар с женой и Коча Попович. Париж, 1939 год.

Вера Бакотич познакомилась со своим первым мужем, Константином «Кочей» Поповичем, видным югославским политиком, военачальником и интеллектуалом, в 1930 году, а в июле 1933 года они поженились в Нови-Саде. Вера была активно вовлечена в культурную и интеллектуальную жизнь того времени. Супруги были связаны благодаря сюрреалистическому движению: в 1931 году Вьера была представлена в работах художника-сюрреалиста Ване Бора.

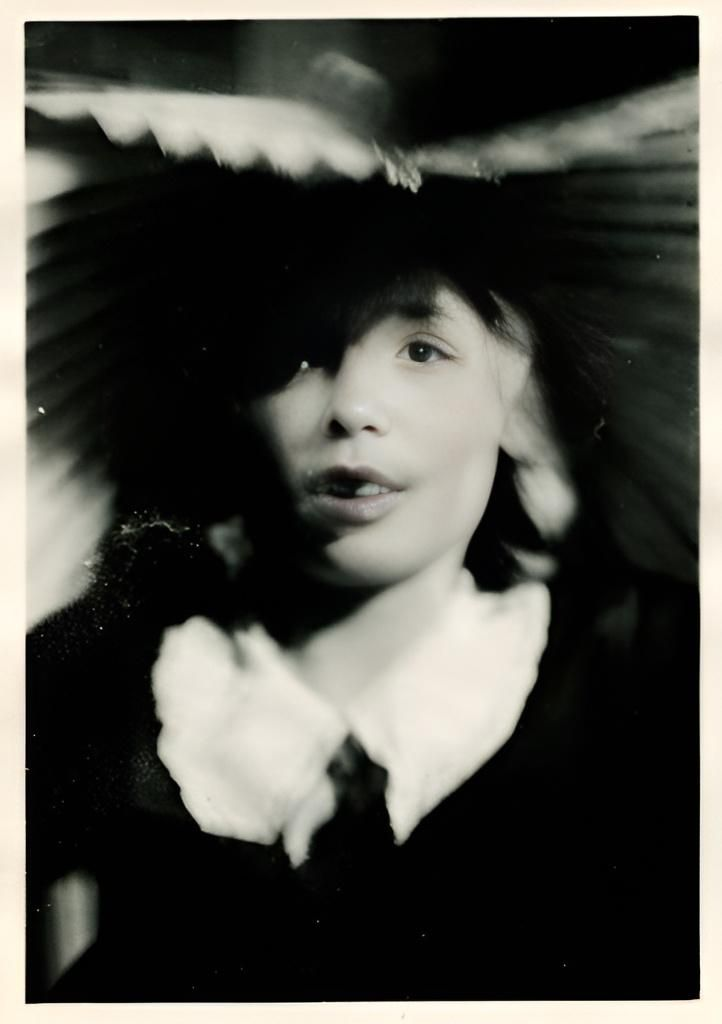
Автор: Стеван Живадинович (Ване Бор), 1931.

Их отношения столкнулись со значительными трудностями из-за революционной деятельности Кочи и его связи с Коммунистической партией Югославии (КПЮ). В 1940 году их обоих арестовали в Белграде, и поведение Кочи во время этого заключения привело к его исключению из КПЮ в феврале 1941 года. Вера позже описала это событие как поворотный момент в их жизни. Она утверждала, что информация, которую Коча раскрыл полиции, сделала его «заложником» партии и диктовала его дальнейшие действия.
Когда Коча в 1941 году присоединился к партизанам, он оставил Веру в оккупированном Белграде, посоветовав ей подать на развод, если её допросят власти, поскольку её связь с ним может поставить под угрозу её жизнь. Это решение, наряду с подозрениями относительно того, как она пережила оккупацию, привело к пристальному вниманию со стороны Коммунистической партии. Благое Нешкович, высокопоставленный сотрудник КПЮ, считал Веру «морально-политически неподходящей» для того, чтобы оставаться женой Кочи, и настаивал на разводе после войны. Это привело к их расставанию, несмотря на глубокую любовь, о чём говорится в записях Кочи, где он выражал глубокое сожаление и стыд за то, что оставил её.
После войны Коча начал внебрачный роман с Лепой Перович, партизанкой из Баня-Луки, и Вера не вернулась в его круг. В послевоенной беседе с семьёй Кочи Вера выразила свою неспособность оставить их отношения в прошлом, заявив, что не может вернуться к их общему прошлому из-за своих непреходящих чувств к нему.
Их вынужденный и тяжелый развод оставил длительное эмоциональное впечатление у обоих, так как Вера написала письмо редакторам загребского *Danas* и белградского *Intervju* после того, как Коча опубликовал свои автобиографические *Beleške uz ratovanje* в 1988 году, в котором он эмоционально говорил об их отношениях, что побудило ее высказать обиды на их прошлое. Попович выразил сожаление, заявив, что взял в плен двух немецких офицеров, чтобы обменять их на её безопасность, хотя Вера чувствовала себя преданной из-за его решения присоединиться к партизанам без неё.

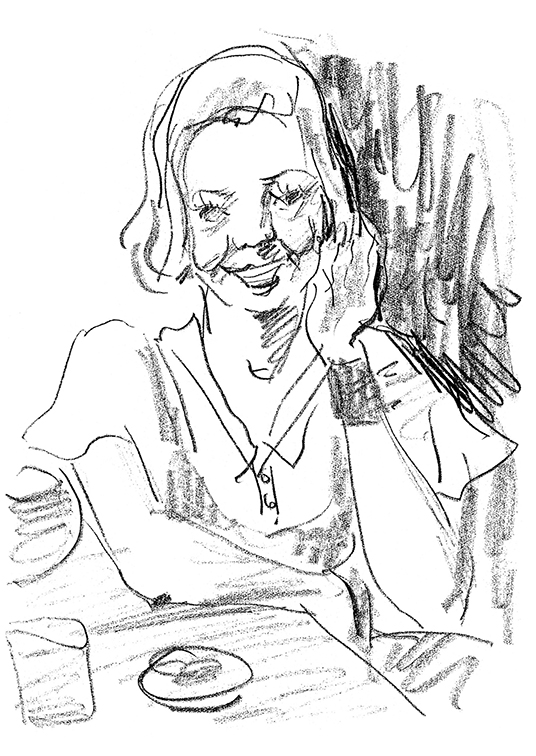
Вера Бакотич, рисунок карандашом на бумаге; автор Коча Попович, 1931.

После развода с Кочей Вера приняла предложение руки и сердца от своего коллеги из «Танюга» Марко Миюшковича, с которым прожила до его смерти в 1989 году.
Владо Дапчевич в своей книге автобиографии подтверждает, что у Веры Бакотич и Марко Миюшковича был как минимум один общий ребёнок, как указано в отрывке, где Марко жил «с женой и ребёнком» (Вера — жена).  Информация о других возможных потомках общественности неизвестна.